# 9189 Hölderlin
9189 Hölderlin è un asteroide della fascia principale. Scoperto nel 1991, presenta un'orbita caratterizzata da un semiasse maggiore pari a 2,4030978 UA e da un'eccentricità di 0,0795908, inclinata di 2,74591° rispetto all'eclittica.